# Siegfried Körte
Siegfried Körte (né le 23 novembre 1861 à Berlin et mort le 4 mars 1919 à Königsberg) est un avocat administratif allemand et un fonctionnaire municipal. Il devient connu comme le maire de Königsberg.

## Biographie
Siegfried Körte est l'un des dix enfants du médecin Friedrich Körte (1818-1914) et de sa femme Marie, née Thaler (1832-1898). Ses frères et sœurs comprennent l'archéologue Gustav Körte (1852-1917), le chirurgien Werner Körte (de) (1853-1937), l'architecte Friedrich Körte (1854-1934), le peintre Martin Körte (1857-1929) et l'érudit classique Alfred Körte (1866-1946).
Körte commence à étudier le droit à l'Université de Tübingen en 1880. En 1881, il est admis dans le Corps Rhenania Tübingen. En tant qu'inactif, il rejoint l'université Frédéric-Guillaume de Berlin. Après avoir réussi l'examen de stage en 1884 et l'examen d'assesseur en 1889, il entre dans l'administration intérieure du royaume de Prusse. En 1891, il devient administrateur de l'arrondissement de Mersebourg (de). La même année, il épouse Auguste Heim (1866-1936). En 1893, il se rend à Breslau en tant que conseiller municipal, où il devient trésorier de la ville.
Élu maire de Königsberg en 1903, il résout les problèmes les plus pressants auxquels Königsberg est confronté. Grâce aux incorporations, la population est passée à 200 000 habitants. L'approvisionnement en eau des étangs de Sambie est achevé. La construction de l'hôtel de ville de Königsberg (de), du crématorium, de l'école de perfectionnement, de l'académie des beaux-arts de Königsberg, les promenades de l'étang du château de Königsberg et la démolition des fortifications de Königsberg, qu'il a initiés, sont poursuivis. Contre la résistance des autorités fiscales, le mur d'enceinte de la tour Wrangel (de) est finalement percé en 1906. La végétalisation de la ceinture de fortifications coûte 29 millions de marks. La Première Guerre mondiale avec l'invasion de l'armée impériale russe, les réfugiés et l'économie de guerre apportent de nouveaux problèmes.
Körte est nommé à la Chambre des seigneurs de Prusse en 1903 (« groupe parlementaire OB »). Il siège au conseil d'administration de l'Association des villes allemandes (de) et au Synode général prussien. En 1917, il fait partie des fondateurs du parti de la patrie allemande. Il est un adversaire acharné du bolchevisme. En 1918, il est illégalement démis de ses fonctions de maire par le Conseil d'ouvriers et de soldats. Cette fin tragique brise ses forces.

## Honneurs
- Ordre de l'Aigle rouge de 3e classe[3]

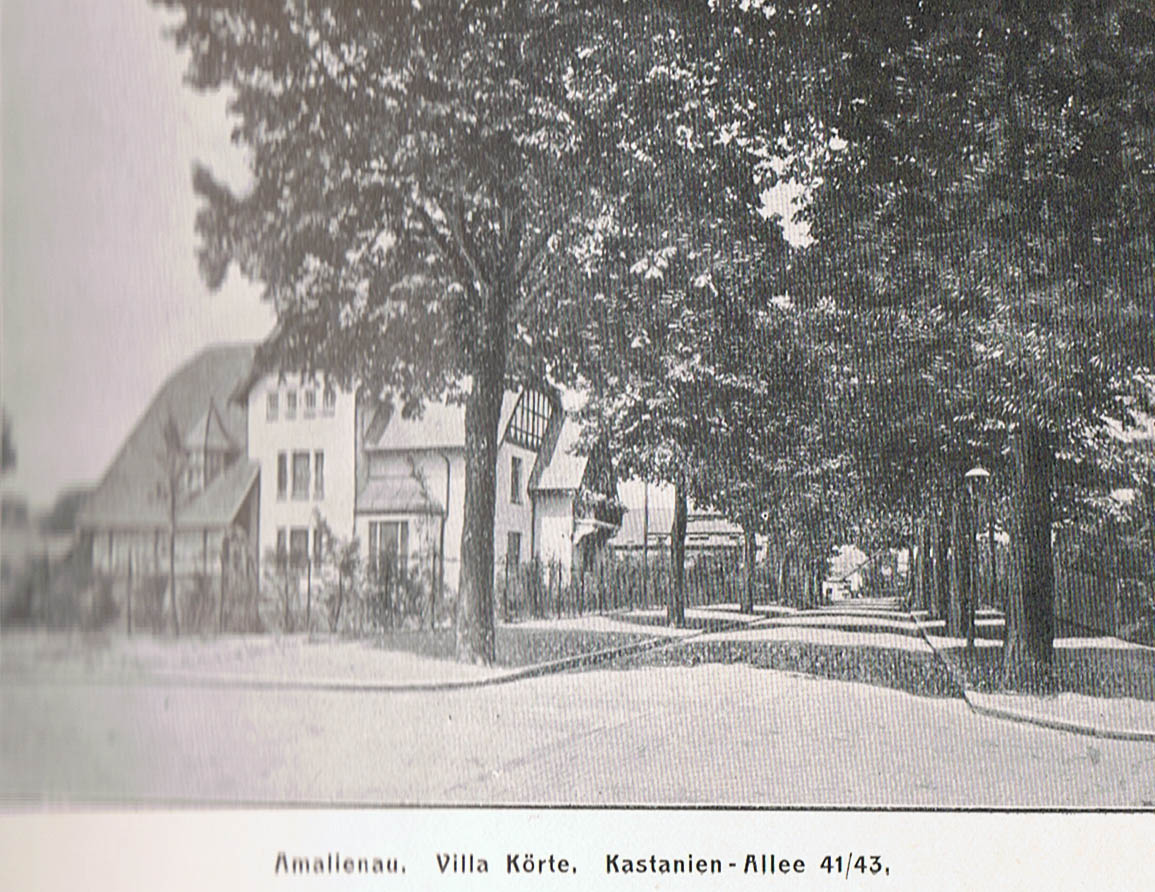
La villa de Körte à Amalienau

- Ordre de la Couronne de 2e classe[3]
- Ordre de Saint-Stanislas de 2e classe[3]
- Doctorat honoris causa de l'Université de Königsberg (1913)
- Körteallee (aujourd'hui ul. Kutuzova) à Amalienau
- École Körte (de) à Königsberg (1925)

## Éditions
- Philipp Zorn, Herbert von Berger (Schriftleitung): Deutschland unter Kaiser Wilhelm II. Hrsg. von Siegfried Körte, Friedrich Wilhelm von Loebell u. a. 3 Bände. R. Hobbing, Berlin 1914.
  - Beitrag darin: Die Selbstverwaltung